# S5 (Dateiformat)
S5 steht für das Simple Standards-Based Slide Show System und ist ein Präsentationssystem auf der Grundlage von XHTML zur Definition von Präsentation und den dazugehörigen Folien. Es wurde von Eric Meyer als Alternative zu dem kompatiblen Opera Show Format entworfen.
S5 ist kein eigenständiges Präsentationsprogramm, sondern ein Standard zur Darstellung von Präsentationen mit standardkompatiblen Browsern. Alle Daten können wie folgt in einer einzelnen XHTML-Datei gespeichert werden:
```
<div
 
class=
"slide"
>

 
<h1>
Titel
 
der
 
Präsentation
</h1>

 
<ul>

   
<li>
erster
 
Punkt
</li>

   
<li>
zweiter
 
Punkt
</li>

   
<li>
dritter
 
Punkt
</li>

 
</ul>

 
<div
 
class=
"handout"
>

  
...
 
zusätzliches
 
Material
 
im
 
Handout

 
</div>

</div>

```

S5-Präsentationen können in den Modi Outline und Slideshow betrachtet werden. Cascading Style Sheets werden benutzt, um Darstellungsvarianten (z. B. Präsentation am Bildschirm und Ausdruck) zu definieren. Navigationskontrollen, eine dynamisch generierte Folienliste und Accesskeys ermöglichen ein Vor- und Zurückblättern.
Eine Version mit einem stärkeren semantischen Schwerpunkt basiert auf dem XML-Mikroformat XOXO und benutzt <li class="slide"> anstelle von divs für die Folien, und <ol class="xoxo presentation"> anstelle eines div für die gesamte Präsentation.
Am 28. Juli 2005 wurde das bis dahin unter einer Creative-Commons-Lizenz (Attribution-ShareAlike 2.0) stehende S5-Format von Eric Meyer mit der Version 1.1 in die Public Domain übertragen.
Am 17. Juli 2006 startete Ryan King s5project.org als Community für die Präsentationssoftware S5.
Gegen Ende 2006 startete Christian Effenberger S5 Reloaded als erweiterte Version von S5 (Automatischer Ablauf, Skalierbare Bilder, Soundunterstützung, Übergangseffekte, neue Themen usw.).

## Editoren für S5
Mittlerweile existieren Editoren, mit denen man S5-Präsentationen im Browser erstellen kann. Diese basieren meist auf dem Slimey-Projekt.
In eyeOS ist dieses Präsentationsprogramm bereits fixer Bestandteil. Für andere Content-Management-Systeme existieren Komponenten bzw. Module.